# Antonio Brown
Pour les articles homonymes, voir Brown.
(en) Statistiques sur pro-football-reference
Antonio Tavaris Brown Sr., dit Antonio Brown, né le 10 juillet 1988 à Miami (Floride), est un joueur américain de football américain qui a évolué pendant 12 saisons dans la National Football League (NFL) au poste de wide receiver.
Choix tardif des Steelers de Pittsburgh lors de la draft 2010 de la NFL, il commence sa carrière en jouant principalement dans les unités spéciales. Il se révèle lors de sa deuxième saison, en 2011, puis devient au fur et à mesure un élément important de l'attaque des Steelers. Il devient ainsi un des meilleurs receveurs de la ligue comme le témoigne ses sept sélections au Pro Bowl et ses saisons de plus de 100 réceptions avec au moins 1 000 yards par la voie des airs.
Malgré ses performances sportives, Brown se distingue également pour ses nombreux incidents en dehors du terrain. Sa relation avec les Steelers lors de la saison 2018 se détériore au point de demander un échange. Sa demande est exaucée lorsqu'il est transféré aux Raiders d'Oakland en 2019, mais son passage avec l'équipe est de courte durée. Après de nombreux incidents avec l'équipe et à sa propre demande, il est libéré par les Raiders sans avoir joué le moindre match avec ceux-ci. Il signe peu après aux Patriots de la Nouvelle-Angleterre, mais est coupé après seulement un match joué, au moment où la NFL enquête sur une plainte pour agression sexuelle portée contre lui.
Il retourne sur le terrain lors de la deuxième moitié de la saison 2020 après avoir signé chez les Buccaneers de Tampa Bay où remporte le Super Bowl LV au terme de la saison. La franchise le libère peu avant la fin de la saison 2021 après avoir enlevé son maillot et s'être enfui du terrain lors d'un match contre les Jets de New York. Il annonce sa retraite de la NFL en mars 2023.

## Biographie

### Jeunesse
Antonio Tavaris Brown Sr. naît le 10 juillet 1988 à Miami et grandit dans le sud de la Floride. Son père, Eddie Brown, est un wide receiver qui a été désigné meilleur joueur de l'histoire de l'Arena Football League en 2006. Le jeune Antonio suit son père sur les terrains, notamment au Times Union Center, jusqu'à la fin de la saison 1996. Dès lors, il n'est élevé que par sa mère à Miami. Il décrit son quartier comme infesté par les drogues et les gangs, comme dans le jeu vidéo Grand Theft Auto.
À l'école secondaire, Antonio Brown joue au poste de quarterback,. Alors qu'il a seize ans, sa mère trouve un nouveau compagnon avec lequel elle se marie. L'ambiance dans le foyer familial change et Antonio vit alors hors du domicile. Il trouve souvent un domicile où dormir mais l'adolescent est sans-abri pour une courte période,,. De grandes équipes universitaires comme les Hurricanes de Miami et les Seminoles de Florida State souhaitent le recruter mais les résultats scolaires de Brown sont insuffisants pour lui permettre d'entrer dans ces universités,. Il est en sérieux contact avec les Braves d'Alcorn State. Lorsqu'il finit par avoir les notes nécessaires, les équipes ont terminé leur recrutement et sa cote a refroidi. Il doit se résoudre à passer une année dans une école préparatoire en Caroline du Nord.

### Carrière universitaire
Après sa saison sportive réussie dans une école préparatoire en Caroline du Nord, Antonio Brown reçoit une bourse pour jouer pour l'université internationale de Floride à Miami. Le receveur perd sa bourse à cause d'une bagarre sur le campus avec un autre étudiant et fuit les agents de sécurité de l'université,. Après avoir manqué cette belle occasion, il est contacté par les Chippewas de Central Michigan grâce à sa connexion avec Zach Azzani,. Insistant auprès de l'entraîneur principal, il le convainc de l'essayer au poste de receveur, bien qu'il n'ait jamais joué à ce poste auparavant.
Le jeune Brown est aussi brut sur les terrains et en dehors. Son charme et son charisme lui évitent de nombreux problèmes. Il ne comprend pas l'arbre des routes, est souvent en retard, porte des grilles en or aux dents, ne voit pas l'intérêt de bien s'habiller ou encore ne sait pas écrire un chèque. Mais Brown apprend vite et prouve son talent. Il multiplie les rencontres à 100 yards en réceptions pour finir la saison 2007 avec 102 réceptions pour 1 003 yards en quatorze rencontres jusqu'à obtenir le titre de débutant de l'année de la ligue,.
Son père le retrouve alors et il finit par accepter de lui excuser ses années d'absence et de lui reparler après plusieurs semaines.

### Carrière professionnelle

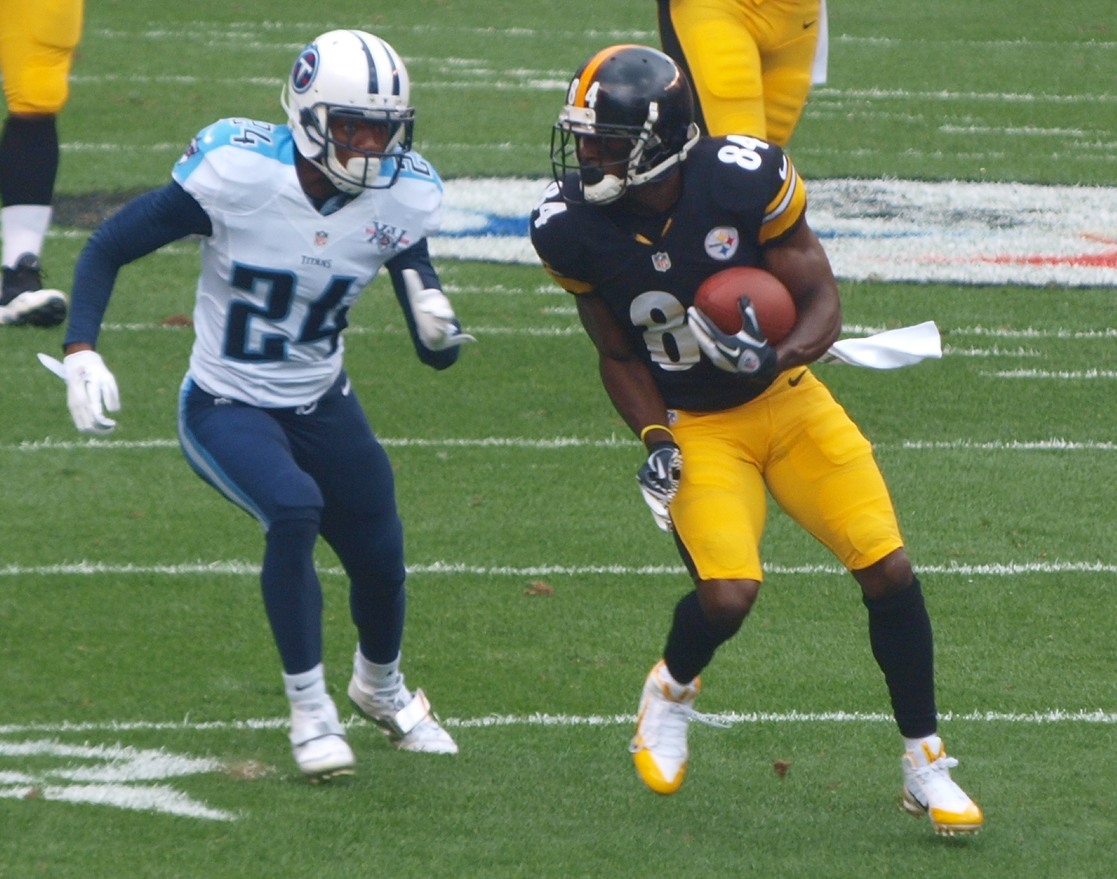
Antonio Brown lors d'une rencontre contre les Titans du Tennessee (2013).

#### Débuts en NFL (2010-2012)
Invité au NFL Scouting Combine, le joueur de Central Michigan réalise un temps de 4 s 47 au sprint de 40 yards. Son rapport de draft n'est guère plus impressionnant : manque de taille, coureur de routes brut ou encore pas assez physique. Surtout, il est vu comme un receveur jouant dans une petite université, dans une ligue au niveau inférieur. Mel Kiper note pourtant son incroyable état d'esprit et il est l'un des meilleurs receveurs avec les meilleures statistiques des recrues potentielles au poste de receveur.
Antonio Brown est sélectionné en 195e position lors de la draft 2010 de la NFL par les Steelers de Pittsburgh. Une des raisons de cette sélection tardive est sa taille, seulement 1,78 m, à un poste où la taille et la détente importent pour attraper la balle. Lorsqu'ils le sélectionnent, l'entraîneur principal Mike Tomlin et son coordinateur offensif Bruce Arians ne sont eux-mêmes pas totalement convaincus. Tomlin a cependant noté ses capacités à se démarquer et à attraper le ballon.

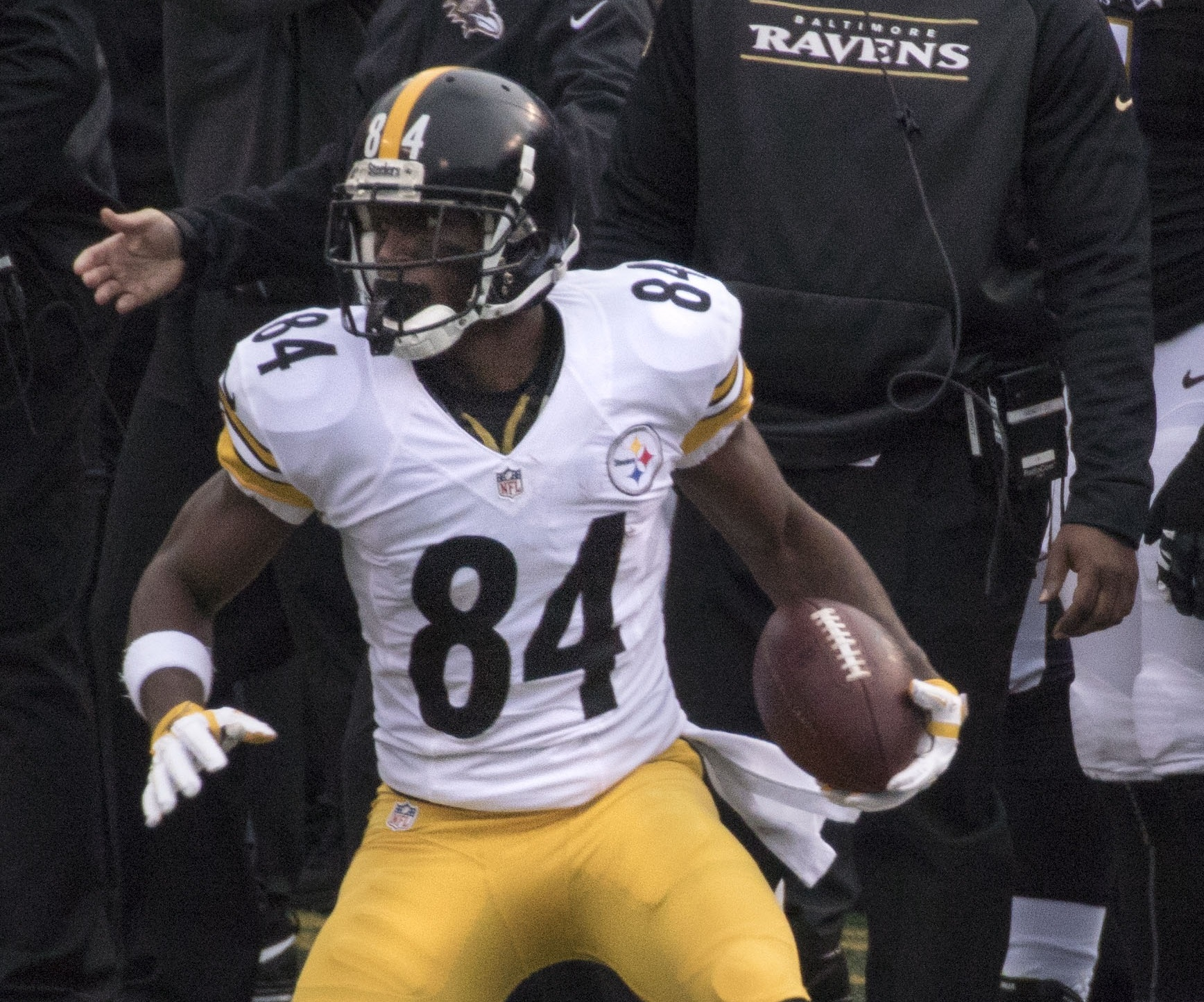
Antonio Brown contre les Ravens de Baltimore (2015).

Lorsqu'il arrive dans le vestiaire des Steelers, Brown n'est pas titulaire, il est même loin d'avoir le statut d'Hines Ward, receveur double vainqueur du Super Bowl et détenteur de nombreux records sous le maillot jaune et noir de Pittsburgh. Bourreau de travail, inspiré par Ward et James Harrison, Antonio Brown se révèle par son éthique de travail,. Brown fait des erreurs mais conserve une confiance en lui sans faille, si bien que Ward le surnomme Rod Tidwell en référence au personnage principal du film Jerry Maguire.
Débutant dans la ligue, Brown ne fait pas partie de l'équipe des Steelers lors de huit des premières onze rencontres de la saison 2010. Pour sa première action en NFL, il retourne un coup de pied dans l'en-but d'une superbe course de 89 yards. Il termine la saison régulière avec seulement seize réceptions, aucun touchdown et reste un joueur anonyme pour beaucoup,. En phase finale, celui qui se surnomme A. B. réalise deux réceptions importantes qui le sort de l'anonymat : la première de 58 yards pour marquer le touchdown décisif des Steelers contre les Ravens de Baltimore au tour de division ; la deuxième en troisième tentative pour sceller la victoire contre les Jets de New York en finale de conférence AFC,.
En saison 2011, dès le début de sa deuxième saison dans la ligue, Antonio Brown se montre différent, plus fort, intouchable. Il devient le premier joueur de l'histoire de la NFL à cumuler plus de 1 000 yards en réception de passe et en retour de coups de pied,. Sélectionné comme remplaçant du Pro Bowl comme joueur d'équipes spéciales, il signe pendant l'été un nouveau contrat de cinq saisons pour un montant de 42,5 millions de dollars,. Lors du camp d'entraîneur de la saison 2012, il se bagarre à deux reprises au milieu du terrain avec son coéquipier Ike Taylor.

#### Vedette des Steelers de Pittsburgh (2013-2018)

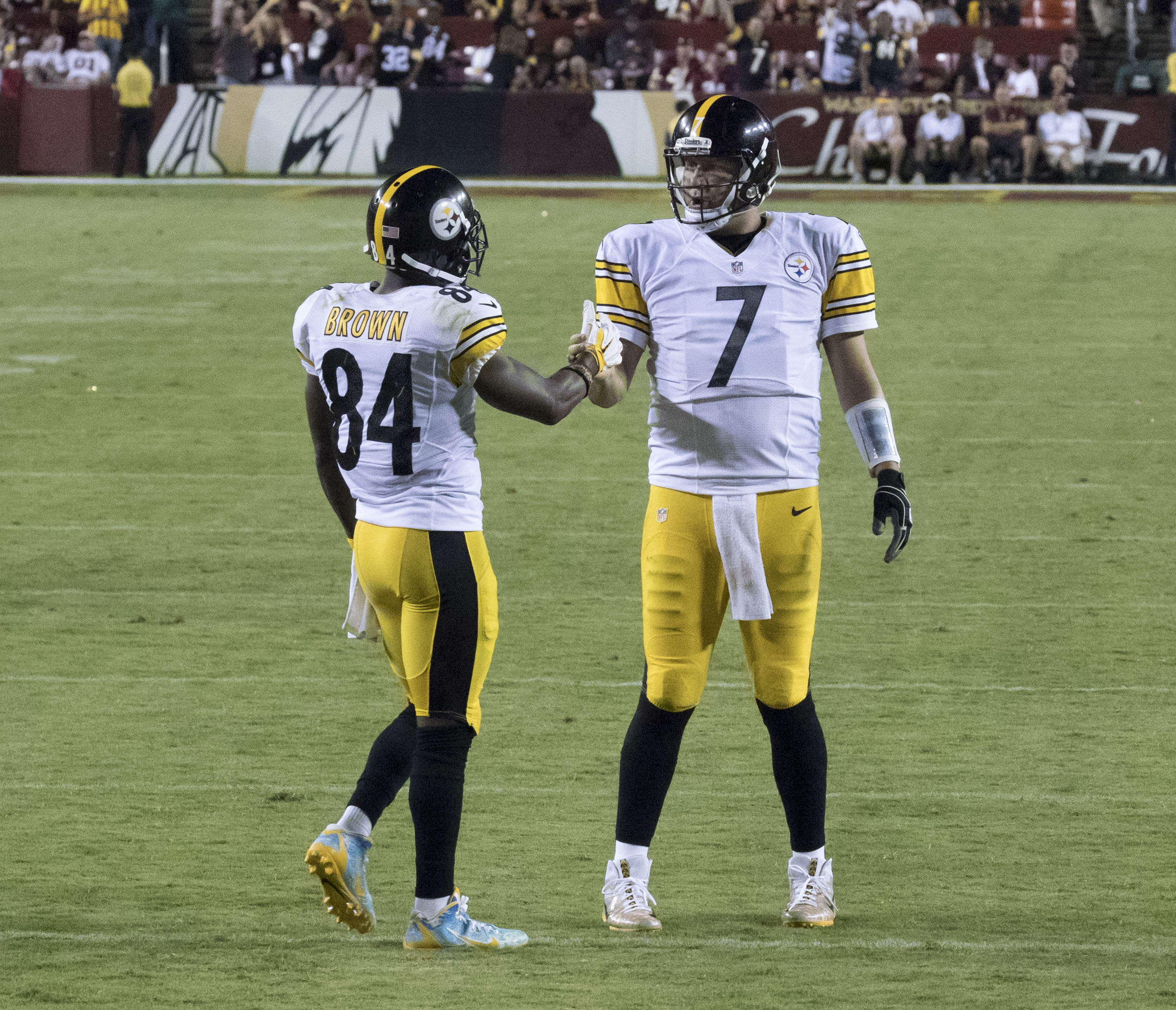
Antonio Brown communique avec Ben Roethlisberger lors du match contre les Redskins de Washington (2016).

Antonio Brown devient une vedette de la NFL lors d'une rencontre opposant les Steelers aux Bears de Chicago lors de la troisième semaine de la saison 2013.
Il poursuit sur sa lancée au début de la saison 2014. Dès la première rencontre, il s'illustre en retour de punt par un coup de pied de karaté sur le punter Spencer Lanning et à la réception en marquant un touchdown contre les Browns de Cleveland,. Il est sanctionné par la ligue d'une amende de 8 200 dollars pour son mémorable mais illégal coup de pied. Après dix rencontres, il a déjà passé les barres de 75 réceptions et 1 000 yards. Il poursuit une série de plus de 26 rencontres avec au moins cinq réceptions et 50 yards en réception, alors la plus longue de l'histoire de la NFL.
La saison 2015 d'Antonio Brown est mitigée et liée aux quarterbacks qui lui lancent le ballon. Lorsque Michael Vick remplace Ben Roethlisberger, blessé, A. B. enchaîne les performances décevantes avec 42, 45 et 24 yards. Au contraire, après le retour de Big Ben, le receveur bat le record de la franchise en réceptionnant pour 284 yards (en 17 réceptions) contre les Raiders d'Oakland,. Il termine la saison régulière avec 1 834 yards à la réception et est l'un des quatre receveurs de l'histoire à réussir à attraper pour plus de 1 800 yards en une saison.
En phase finale, Brown doit manquer la finale de conférence AFC contre les Broncos de Denver après avoir subi une commotion cérébrale sur un choc de Vontaze Burfict dans la victoire contre les Bengals de Cincinnati.
En février 2017, il signe avec les Steelers une extension de contrat de quatre saisons pour un montant de 68 millions de dollars, faisant de lui le receveur le plus payé de la ligue.
En octobre 2018, Brown est de nouveau attaqué par Vontaze Burfict avec un coup de coude dans la tête. Malgré ce choc, le receveur inscrit le touchdown de la victoire avec dix secondes restantes à l'horloge. Après la rencontre, Vontaze Burfict est vivement critiqué par les joueurs des Steelers.

#### Scandales et démêlés judiciaires (2018-2019)

##### Raiders d'Oakland (Pré-saison 2019)
À la fin de la saison 2018 de la NFL, Antonio Brown déclare publiquement vouloir être transféré dans une autre équipe de la ligue. Cette attitude, d'abord vivement critiquée, est unanimement reconnue comme une réussite lorsque les Steelers l'envoient aux Raiders d'Oakland le 9 mars 2019 en échange de choix de troisième et cinquième tours de draft,,. Dans la foulée, le receveur vedette signe un contrat onéreux avec ses nouvelles couleurs pour 50,125 millions de dollars sur trois saisons dont 30,125 millions garantis. Le joueur annonce son transfert sur Instagram et sort vainqueur du bras de fer et de la saga engagée avec les Steelers,.
Deux jours avant le début de la saison, les Raiders coupent Antonio Brown à sa propre demande. Cela met fin à un été agité : problème avec son casque qui n'était plus homologué, programme de téléréalité Hard Knocks, posts sur les réseaux sociaux et altercation avec Mike Mayock, directeur général de la franchise californienne. Brown ne touchera pas les 30 millions garantis ni la prime à la signature puisqu'il n'a pas participé à 85% des séances d'entraînement et n'a pas joué pour la franchise.

##### Patriots de la Nouvelle-Angleterre (2019)
Le 7 septembre 2019, quelques heures après avoir été licencié par les Raiders d'Oakland, Antonio Brown signe un contrat d'un an chez les Patriots de la Nouvelle-Angleterre de 15 millions de dollars dont 9 millions de prime à la signature,,.
Quelques jours après sa signature chez les Patriots, Antonio Brown est visé par une plainte pour agressions sexuelles et viol. La plaignante, Britney Taylor, que le joueur a connu à l'université de Central Michigan, l'accuse de l'avoir embrassé sans son consentement en juin 2017, de s'être masturbé à côté d'elle et d'avoir éjaculé dans son dos ce même mois, et de l'avoir violé le 20 mai 2018 lors d'une soirée. L'avocat de Brown nie toutes les accusations de la plainte et déclare que la relation est consentie. Cette plainte fait suite à l'échec des négociations financières entre les deux parties, le joueur refusant de signer l'accord de plus de deux millions de dollars négocié par ses avocats. La National Football League lance une enquête sur cette affaire et interroge Britney Taylor une semaine après la révélation de l'affaire dans la presse sans interdire le joueur de faire ses débuts sous le maillot des Patriots.
Cette affaire lève le voile sur la vie privée d'Antonio Brown. Entre 2016 et 2019, la police a été appelée à trois reprises pour des incidents entre sa compagne de longue date, Chelsie Kyriss, mère de trois de ses cinq enfants, et lui. En août 2017, Kyriss l'accuse de lui avoir lancé une bouteille d'eau de Cologne mais les autorités n'observent pas de blessure et aucune plainte n'est déposée. En mai 2018, le joueur appelle la police en déclarant que Kyriss lui a volé une voiture et sa carte bancaire, cette dernière demandant 1 000 $ pour s'occuper des enfants en son absence et le joueur ne souhaitant pas lui donner plus de 500 $. Un rapport de police évoque également une dispute conjugale avec Wiltrice Jackson, mère d'une fille de Brown, le 18 janvier 2019, après que le joueur ait refusé de rembourser le coiffeur de sa fille, Brown a poussé Jackson au sol sans qu'une plainte ne soit déposée. Ces révélations entraînent les sponsors du joueur à le quitter tour à tour, d'abord la marque de casque Xenith puis l'équipementier Nike.
Les affaires ne s'arrêtent pas aux disputes conjugales. En avril 2018, il déclare le vol d'une arme à feu et d'un sac contenant 80 000 $. Le lendemain, enragé, il jette des affaires par le balcon de son appartement, du quatorzième étage, dans la rue, résultant en une plainte d'un passant réglée par un accord financier. Le surlendemain, Brown appelle la police pour le vol de sa Rolls-Royce qu'il dit avoir retrouvée lorsque la police se présente à son domicile. Selon un article de Sports Illustrated, le joueur a des dettes envers de nombreuses personnes qu'il a rencontrées dans sa vie, notamment des entraîneurs. Réagissant à cet article de presse, le joueur menace par message l'une des sources de l'article. C'est l'affaire de trop pour les Patriots, pressés par la presse de réagir à ces nombreuses affaires. Antonio Brown est licencié le 20 septembre.
Adepte des réseaux sociaux, Brown les utilise très souvent, notamment pour des moments clé et normalement confidentiels de sa vie professionnelle. Il y partage une lettre d'amende des Raiders, enregistre et diffuse une conversation téléphonique avec son entraîneur, poste une vidéo de joie intense après son licenciement des Raiders, déclare ne plus vouloir jouer en NFL après son licenciement des Patriots et compare son affaire avec celle de Robert Kraft ou encore de Ben Roethlisberger.

#### Buccaneers de Tampa Bay (2020-2022)

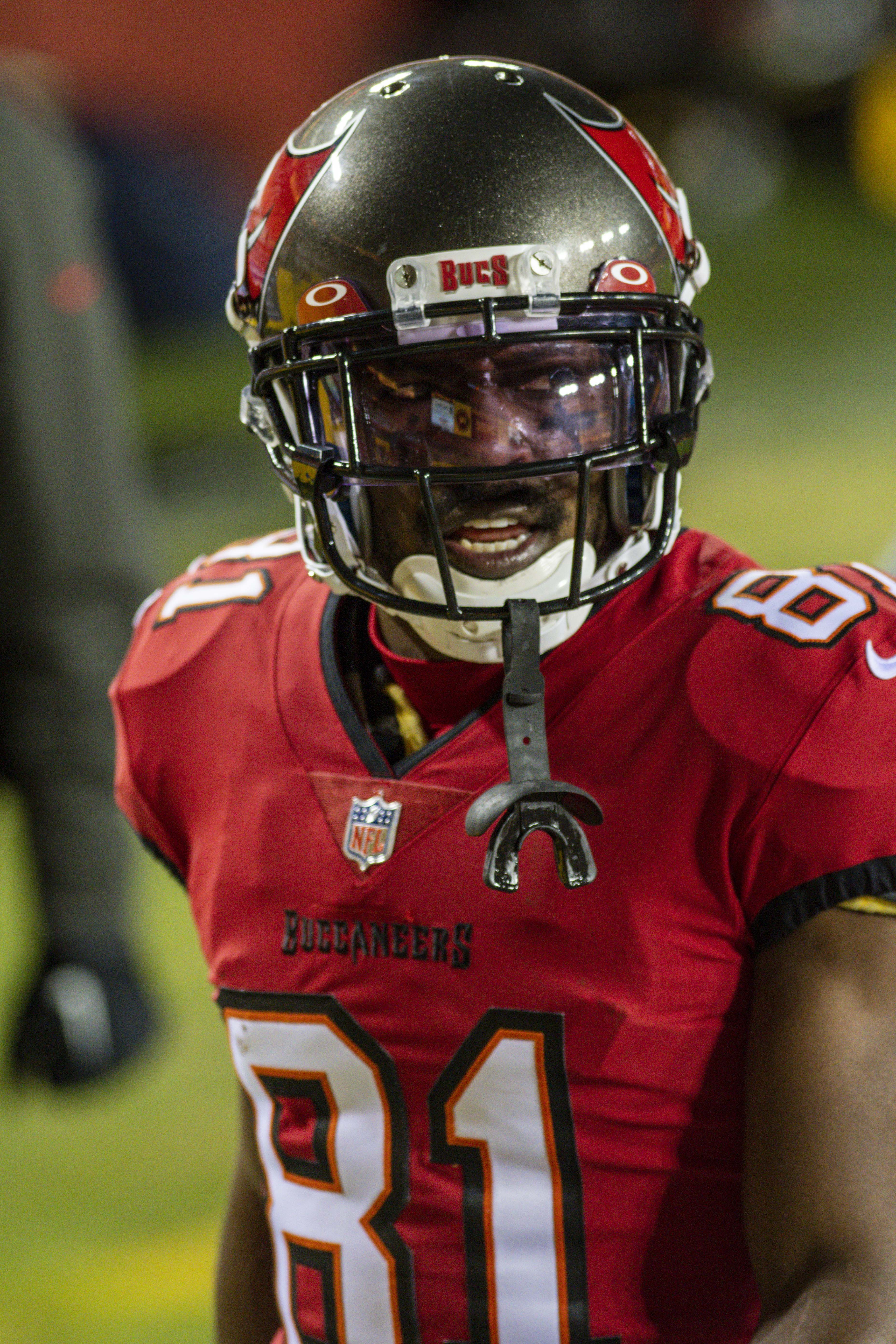
Antonio Brown durant un match contre la Washington Football Team (2021).

Le 24 octobre 2020, Brown signe un contrat d'un an avec les Buccaneers de Tampa Bay.
Le 7 février 2021, il remporte le Super Bowl LV avec les Buccaneers dans leur stade contre les Chiefs de Kansas City sur le score de 31 à 9. Pendant cette rencontre, il inscrit notamment un touchdown sur une passe du quarterback Tom Brady,.
Le 2 janvier 2022 contre les Jets de New York, il fait de nouveau parler de lui lorsqu'il enlève son équipement en plein match et quitte le terrain torse nu. Après la fin du match, l'entraîneur principal Bruce Arians annonce en conférence de presse que Brown n'est plus un membre des Buccaneers. Il est officiellement libéré par les Buccaneers le 6 janvier 2022.

#### Retraite
Le 2 mars 2023, Brown annonce qu'il prend sa retraite du football professionnel.

## Vie personnelle
En 2016, Antonio Brown participe à la 22e saison de Dancing with the Stars. Pendant deux mois de compétitions entre la fin de la saison 2015 de la NFL et le début du camp d'entraînement de la saison 2016, il atteint la demi-finale et termine en quatrième position,. Il dit de cette expérience et l'entraînement à la danse l'a aidé pour le football américain, que ce soit dans le placement des pieds, les changements de directions et la fluidité de ses mouvements. En janvier 2019, il participe à la 1re saison de The Masked Singer et est le premier éliminé,.

## Aspects financiers
En 2017, Antonio Brown déclare à ESPN : « Depuis le premier jour, tout ce que je fais est dans le sens des affaires ». Le joueur se considère non seulement comme un sportif professionnel mais comme un homme d'affaires. L'un des joueurs les mieux payés de la NFL, Antonio Brown a également des accords commerciaux avec DirecTV, Campbell's Soup, Pepsi, Nike, NFL Sunday Ticket, NRG Energy, Sprayground et Rite Aid. Pour l'avocat du sport Darren Heitner, ce qui lui offre ces opportunités commerciales est « sa forte personnalité, il fait des bonnes célébrations dans l'en-but et il n'a pas de problème hors des terrains ». Antonio Brown utilise les réseaux sociaux pour augmenter son accessibilité auprès de ses supporteurs, ce qui lui vaut quelques polémiques comme lorsqu'il filme dans les vestiaires des Steelers après la victoire en phase finale contre les Chiefs de Kansas City en saison 2017. Le joueur des Steelers est choisi pour être sur la couverture du jeu vidéo Madden NFL 19 (en),.

## Distinctions
Antonio Brown possède le record de saisons consécutives avec plus de 1 000 yards en réceptions de passes avec six saisons. Il est le receveur le plus rapide à atteindre les 700 réceptions en carrière en seulement 111 matchs disputés. À l'âge de 30 ans, A. B. est en avance sur les chiffres de Jerry Rice au même âge, qui détient de nombreux records à ce poste en NFL.  
| Saison     | 2010 | 2011 | 2012 | 2013 | 2014 | 2015 | 2016 | 2017 | 2018 | 2019 | 2020 | 2021 |
| Classement | -    | -    | -    | -    | 23   | 8    | 4    | 4    | 2    | 7    | -    | -    |

## Statistiques
| Année              | Équipe                             | MJ  |     | Passes réceptionnées | Passes réceptionnées | Passes réceptionnées | Passes réceptionnées |       | Courses | Courses | Courses | Courses |  | Fumbles | Fumbles |
| Année              | Équipe                             | MJ  | Nb. | Yards                | Moy.                 | TD                   | Nb.                  | Yards | Moy.    | TD      | Nb.     | Perdus  |  |         |         |
| 2010               | Steelers de Pittsburgh             | 09  | 016 | 0 167                | 10,4                 | 0                    | -                    | -     | -       | -       | 1       | 0       |  |         |         |
| 2011               | Steelers de Pittsburgh             | 16  | 069 | 1 108                | 16,1                 | 02                   | 7                    | 41    | 5,9     | 0       | 0       | 0       |  |         |         |
| 2012               | Steelers de Pittsburgh             | 13  | 066 | 0 787                | 11,9                 | 05                   | 7                    | 24    | 3,4     | 0       | 4       | 2       |  |         |         |
| 2013               | Steelers de Pittsburgh             | 16  | 110 | 1 499                | 13,6                 | 08                   | 7                    | 04    | 0,6     | 0       | 1       | 0       |  |         |         |
| 2014               | Steelers de Pittsburgh             | 16  | 129 | 1 698                | 13,2                 | 13                   | 4                    | 13    | 3,3     | 0       | 2       | 2       |  |         |         |
| 2015               | Steelers de Pittsburgh             | 16  | 136 | 1 834                | 13,5                 | 10                   | 3                    | 28    | 9,3     | 0       | 3       | 2       |  |         |         |
| 2016               | Steelers de Pittsburgh             | 15  | 106 | 1 284                | 12,1                 | 12                   | 3                    | 09    | 3,0     | 0       | 0       | 0       |  |         |         |
| 2017               | Steelers de Pittsburgh             | 14  | 101 | 1 533                | 15,2                 | 09                   | -                    | -     | -       | -       | 4       | 0       |  |         |         |
| 2018               | Steelers de Pittsburgh             | 15  | 104 | 1 297                | 12,5                 | 15                   | -                    | -     | -       | -       | 0       | 0       |  |         |         |
| 2019               | Patriots de la Nouvelle-Angleterre | 01  | 04  | 0 56                 | 14,0                 | 01                   | 1                    | 05    | 5,0     | 0       | 0       | 0       |  |         |         |
| 2020               | Buccaneers de Tampa Bay            | 08  | 045 | 0 483                | 10,7                 | 04                   | 2                    | - 2   | -2,0    | 0       | 0       | 0       |  |         |         |
| 2021               | Buccaneers de Tampa Bay            | 07  | 042 | 0 545                | 13,0                 | 04                   | 1                    | 06    | 6,0     | 0       | 0       | 0       |  |         |         |
| Totaux en carrière | Totaux en carrière                 | 146 | 928 | 12 291               | 13,2                 | 83                   | 35                   | 128   | 3,7     | 0       | 15      | 6       |  |         |         |

| Année              | Équipe                  | MJ |     | Passes réceptionnées | Passes réceptionnées | Passes réceptionnées | Passes réceptionnées |       | Courses | Courses | Courses | Courses |  | Fumbles | Fumbles |
| Année              | Équipe                  | MJ | Nb. | Yards                | Moy.                 | TD                   | Nb.                  | Yards | Moy.    | TD      | Nb.     | Perdus  |  |         |         |
| 2010               | Steelers de Pittsburgh  | 3  | 05  | 090                  | 18,0                 | 0                    | -                    | -     | -       | -       | 0       | 0       |  |         |         |
| 2011               | Steelers de Pittsburgh  | 1  | 05  | 070                  | 14,0                 | 0                    | 1                    | 18    | 18,0    | 0       | 0       | 0       |  |         |         |
| 2014               | Steelers de Pittsburgh  | 1  | 09  | 117                  | 13,0                 | 0                    | -                    | -     | -       | -       | 0       | 0       |  |         |         |
| 2015               | Steelers de Pittsburgh  | 1  | 07  | 119                  | 17,0                 | 0                    | -                    | -     | -       | -       | 0       | 0       |  |         |         |
| 2016               | Steelers de Pittsburgh  | 3  | 18  | 309                  | 17,2                 | 2                    | -                    | -     | -       | -       | 0       | 0       |  |         |         |
| 2017               | Steelers de Pittsburgh  | 1  | 07  | 132                  | 18,9                 | 2                    | -                    | -     | -       | -       | 0       | 0       |  |         |         |
| 2020               | Buccaneers de Tampa Bay | 3  | 08  | 081                  | 10,1                 | 2                    | 1                    | 22    | 22,0    | 0       | 0       | 0       |  |         |         |
| Totaux en carrière | Totaux en carrière      | 13 | 59  | 918                  | 15,6                 | 6                    | 2                    | 40    | 20,0    | 0       | 0       | 0       |  |         |         |